# Lê Văn Tri (trung tướng)
Lê Văn Tri (13 tháng 9 năm 1920– 29 tháng 5 năm 2006 ) là một tướng lĩnh Quân đội nhân dân Việt Nam, hàm Trung tướng, nguyên Chủ nhiệm Tổng cục Kỹ thuật, Bí thư Đảng ủy Tổng cục Kỹ thuật (1977 – 1988), Tư lệnh Quân chủng Phòng không – Không quân, Ủy viên thường vụ Đảng ủy Quân chủng Phòng không - Không quân (1969 – 1977). Nguyên là Đại biểu Quốc hội khóa 7, Ủy viên dự khuyết Ban Chấp hành Trung ương Đảng Cộng sản Việt Nam khóa IV. Ông là một trong những vị tướng nối tiếng đất Quảng Bình.

## Thân thế
Ông tên thật là Lê Chiêu Nghi, sinh ngày 13 tháng 9 năm 1920. Quê ông ở làng Cao Hạ, xã Hạ Trạch, huyện Bố Trạch, tỉnh Quảng Bình.
Bố ông mất năm ông lên 3 tuổi. Một ông anh của ông làm thuê ở đồn điền B'Lao, Lâm Đồng. Một ông anh khác làm thuê ở Sài Gòn. Người anh còn lại ở nhà mất sớm, từ đó ông phải nghỉ học, sau khi đậu bằng yếu lược, ở nhà cùng cô em gái theo mẹ đi buôn bán kiếm sống. Rồi sau đó ông vào Sài Gòn với người anh thứ hai cùng đi làm thuê.

## Sự nghiệp
Năm 1939, 2 anh em ông trở lại quê, ông vào Đồng Hới vừa đi dạy thêm vừa học. Đúng ra là 3 năm, nhưng chỉ sau một năm học ông thi đậu bằng Primaire và thi vào Trường Kỹ nghệ Huế học cùng lớp các tướng lĩnh tương lai Hoàng Văn Thái, Trần Văn Trà, Trần Sâm…
Ông rất mê thể thao, chơi bóng rổ giỏi, nên học 3 năm Trường Kỹ nghệ xong, ông học tiếp thể thao một năm rồi về làm huấn luyện viên thể thao ở thị xã Đồng Hới. Một thời gian sau do có mâu thuẫn dẫn đến xô xát với con trai của quan tuần vũ, án sát nên ông bị cách chức huấn luyện viên và phạt 6 tháng tù. Ông liền trốn vào Biên Hòa làm công nhật ở Sở Công chính. 
Tháng 6 năm 1945, ông gia nhập Thanh niên Tiền phong ở Biên Hòa.  
Tháng 8 năm 1945, cùng lực lượng của Thanh niên Tiền phong ông tham gia giành chính quyền ở Sài Gòn, Biên Hòa. Khi cuộc kháng chiến ở Nam Bộ bùng nổ, ông quay về Quảng Bình, tham gia Giải phóng quân thuộc Chi đội Lê Trực của tỉnh (15/9/1945). 
Từ chiến sĩ trưởng thành lên, ông lần lượt giữ các chức vụ: Tiểu đội trưởng, Trung đội trưởng, Đại đội phó, Đại đội trưởng Đại đội 12 Phú Quý thuộc Giải phóng quân Quảng Bình. 

Năm 1946, ông là Đại đội trưởng, Chi ủy viên Đại đội 6 Ba-na Lào (Mặt trận đường 12).  
Năm 1948, ông lần lượt giữ các chức vụ: Tiểu đoàn phó, Tỉnh đội phó Tỉnh đội Quảng Bình rồi Chỉ huy trưởng Mặt trận đường 12 trực thuộc Liên khu 4.  
Năm 1948, trước tình hình nguy ngập của chiến trường, để ngăn chặn bước tiến của quân Pháp từ Lào xuống Quảng Bình, ông đã chủ động ra lệnh cho bộ đội đánh phá tuyến đường này ở vùng biên giới Cha-lo (Cổng trời). Đó cũng là trận đánh đầu tiên của ông trên cương vị chỉ huy. Tuy nhiên, khi trận đánh vừa kết thúc thì có lệnh của Tư lệnh Liên khu Thiếu tướng Lê Thiết Hùng bắt đưa ông về Bộ Tư lệnh vì tự ý chỉ huy bộ đội đánh phá đường 12 mà không được phép của Bộ Tư lệnh. Lúc ông đang trên đường về Bộ tư lệnh, thì tướng Lê Thiết Hùng nhận được điện khẩn của Bộ tổng Tư lệnh nhanh chóng đưa 1 tiểu đoàn công binh lên phá đường 12. Cầm bức điện trên tay, tướng Lê Thiết Hùng biết cấp dưới của mình đã làm đúng và ra lệnh cho ông trở về đơn vị tiếp tục chỉ huy đánh giặc. 
Năm 1949, ông là Tỉnh đội trưởng Tỉnh đội Quảng Bình kiêm Tiểu đoàn trưởng tiểu đoàn 274 trực thuộc Trung đoàn 18.  
Năm 1950, ông là Trung đoàn phó Trung đoàn 161 kiêm Tham mưu phó Phân khu Trị Thiên.  
Năm 1952, ông giữ chức vụ Trung đoàn trưởng Trung đoàn 95 thuộc Đại đoàn 325 Trị Thiên, Trung đoàn 101 Trần Cao Vân. Đảng ủy viên, Bí thư Đảng ủy Trung đoàn 95.  
Tháng 3 năm 1953, ông được điều rời chiến trường Bình Trị Thiên về tổ chức xây dựng Trung đoàn pháo cao xạ 367 (Pháo phòng không 37mm, đây là Trung đoàn Pháo cao xạ đầu tiên của Quân đội ta), tham gia chiến đấu trong Chiến dịch lịch sử Điện Biên Phủ (Đông Xuân 1953-1954). Năm 1954, Trung đoàn 367 do ông làm Trung đoàn trưởng được nâng thành Đại đoàn 367 trực thuộc Bộ Tư lệnh Binh chủng pháo binh, sau trực thuộc Bộ Quốc phòng, do ông Hoàng Kiện làm Đại đoàn trưởng, Đoàn Phùng làm Chính ủy, ông làm Đại đoàn phó-Đảng ủy viên (9/1954). Sau đó, ông được lệnh chuyển binh chủng pháo 40, 88 và 90 ly thành lập các trung đoàn bảo vệ Hà Nội, Hải Phòng, Nam Định và Vinh. 
Tháng 6 năm 1955, sau khi Đại đoàn trưởng Hoàng Kiện đi học trở về, Ông Đào Sơn Tây lên làm Đại đoàn phó kiêm Tham mưu trưởng. Ông được cử đi ôn văn hoá và học ngoại ngữ tại Trường Văn hoá Quân đội (thuộc Bộ Tổng Tư lệnh) tại Kiến An, Hải Phòng, tới đầu tháng 8 năm 1956 thì được lệnh đi học tập tại Học viện Pháo binh Leningrad, Liên Xô. Đoàn học viên gồm năm mươi người, sang Liên Xô học tại nhiều học viện quân sự khác nhau, do ông Đàm Quang Trung làm đoàn trưởng. Ngày 20 tháng 8 năm 1956, đoàn rời Hà Nội bằng xe lửa... ông tới Học viện ở Leningrad và học tập trong 4 năm tại đây.
Năm 1961, sau khi trở về nước, ông được giao làm Tham mưu phó Bộ Tư lệnh Pháo binh phụ trách về pháo phòng không (12/1961).
Tháng 12 năm 1963 ông được cử giữ chức Phó Tư lệnh Quân chủng Phòng không-Không quân, Ủy viên thường vụ Đảng ủy Quân chủng.

Tháng 9 năm 1964, ông được đề bạt lên làm Cục phó Cục tác chiến, Bộ Tổng Tham mưu.
Năm 1967, ông là Phó Tư lệnh kiêm Tham mưu trưởng Quân chủng Phòng không – Không quân
Năm 1969, ông là Tư lệnh Quân chủng Phòng không – Không quân.
Ngày 10 tháng 3 năm 1977, ông được cử giữ chức vụ Chủ nhiệm Tổng cục Kỹ thuật kiêm Bí thư Đảng ủy Tổng cục.
- Năm 1988, ông nghỉ hưu.
- Thụ phong quân hàm cấp tướng:
  - Thiếu tướng (1974)
  - Trung tướng (1982)[7]
- Ngày 29 tháng 5 năm 2006, ông mất.

## Khen thưởng
- Anh hùng Lực lượng vũ trang nhân dân (truy tặng năm 2015)
- Huân chương Độc lập hạng Nhất
- Huân chương Quân công hạng Nhất
- Huân chương Chiến công hạng Nhì
- Huân chương Chiến thắng hạng Nhì
- Huân chương Kháng chiến chống Mỹ hạng Nhất
- Huân chương Chiến sĩ vẻ vang (hạng Nhất, hạng Nhì, hạng 3)
- Huy chương Quân kỳ quyết thắng.

## Gia đình
Ông và vợ có 4 người con: Lê Quang Minh, Lê Quang Huy, Lê Thu Hiền và Lê quang Thắng.